# Operación Medusa
La Operación Medusa fue una ofensiva militar llevada a cabo en Afganistán por tropas de la Fuerza Internacional de Asistencia para la Seguridad y del ejército afgano que empezó el 2 de septiembre de 2006, en el contexto de la Guerra de Afganistán. Su objetivo era establecer un control en las proximidades de Kandahar, especialmente en la ciudad de Panjwai, a unos 30 kilómetros al oeste. Esta área se caracteriza por sus numerosas granjas, situadas en las orillas del río Arghandab. El resultado de la operación fue de 512 talibanes y 28 miembros de la ISAF muertos.